# ريتشل أليخاندرو
ريتشل أليخاندرو هي مغنية فلبينية، ولدت في 18 فبراير 1974 في مانيلا في الفلبين.

## وصلات خارجية
- ريتشل أليخاندرو على موقع IMDb (الإنجليزية)
- ريتشل أليخاندرو على موقع ميوزك برينز (الإنجليزية)
- ريتشل أليخاندرو على موقع قاعدة بيانات الفيلم (الإنجليزية)